# José-Augusto França
José-Augusto França (Tomar, 16 de noviembre de 1922-Jarzé, 18 de septiembre de 2021) fue un historiador y crítico de arte portugués.

## Trayectoria profesional
Profesor Emérito de la Universidad Nueva de Lisboa, obtuvo el grado de Doctor en Historia (1962) y Artes y Humanidades (1969), en la Sorbona en Francia, donde fue como becario de Estado francés en 1959. Entre 1947 y 1949 participó en las actividades del Grupo Surrealista de Lisboa. En la década de 1950 dirigió la revista Unicórnio y Galeria de Março y fue profesor de la Sociedad Nacional de Bellas Artes. 
Autor de referencia en el estudio de las bellas artes en Portugal, ha publicado Amadeo de Souza Cardoso (1957), Situação da Pintura Ocidental (1959), Dez Anos de Cinema (1960) La Lisbonne de Pombal (1965), A Arte em Portugal no século XX (1974), Le Romantisme au Portugal (1975), Cem Exposições (1982) y Os Anos 20 em Portugal (1992), entre otras obras. Fue director de la revista Colóquio/Artes (1971-1996) y desde 1980 hasta 1986 dirigió el Centro Cultural Portugués en París.